# Тихонов, Михаил Вячеславович
Тихонов Михаил Вячеславович (род. 18 апреля 1958) — российский художник, член Московского Союза Художников, член Российской академии художеств. Работы находятся в ряде музеев и картинных галерей России, Европы, США, Японии.

## Биография
Михаил Тихонов родился в Москве в 1958 г. В 1984 г. окончил Московское академическое художественное училище, а в 1990 году Московский художественный институт имени В. И. Сурикова (мастерскую станковой графики под руководством Пономарёва, Николая Афанасьевича). В 1990 году вступил в Московский Союз художников. С 2018 года является почетным членом Российской академии художеств.

## Работы в коллекциях
- Государственного Русского музея[4][5][6][7]
- Саратовского государственного художественного музея им. А. Н. Радищева[8]
- Музея искусства Санкт-Петербурга XX—XXI веков[9]
- Липецкого областного художественного музея[10]
- Тарусской картинной галереи[11]
- Нижнетагильского Государственного музея изобразительных искусств[12]
- Государственного историко-художественного музея «Новый Иерусалим»[13][14][15]
- Музея истории г. Обнинска[16]
- коллекции Культурной ассоциации «Il Leone» Витербо, Италия
- коллекции русского искусства Пьера Луидже Сельмо, Италия, а также в частных собраниях России, Европы, США, Японии.

## Персональные выставочные проекты
- 2001 Персональная экспозиция в рамках Биеннале графического искусства. Новосибирск.
- 2002 Bank Antoniana Polane Veneta. Болонья, Италия.
- 2003 «50 обнажeнных». Галерея «Манеж». Москва.
- 2005 «Две линии». Театр «Школа драматического искусства». Москва.
- 2005 «The figures on the sand». Арт-Лондон, Англия.
- 2005 «Михаил Тихонов, Елена Утенкова». Ченто, Италия.
- 2006 «Культура и искусство России». Витербо, Италия.
- 2006 «Моя линия». Персональная выставка, галерея Врублевской. Москва.
- 2007 «Михаил Тихонов, Елена Утенкова». Тарусская картинная галерея.
- 2007 «Четверо из Москвы». Sun Valley, Idaho, Charlotte North Carolina, США.
- 2008 «Михаил Тихонов». Новый Манеж, Москва.
- 2009 «Наследники русского авангарда». Монако- Москва.
- 2009 M. Tikhonov. «Nudes». Персональная выставка. Марсель, Франция.[17]
- 2009 «Михаил Тихонов, Елена Утенкова». К презентации серии книг «Для немногих». Государственный Литературный музей. (ГЛК). Москва.
- 2010 «Нил, Тибр и Евфрат». Персональная выставка. Малый Манеж. Москва.[18]
- 2011 «Русский Нил». Театр «Школа Драматического Искусства». Москва.
- 2011 «Париж, который всегда с тобой» (совместно с Е.Утенковой). Галерея «ЭКСПО-88». Москва.
- 2012 «Камышинский дождь» (совместно с Е.Утенковой). Галерея «ЭКСПО-88». Москва.[19]
- 2013 «Без берегов» (совместно с Е. Утенковой). Саратовский государственный художественный музей им. А. Н. Радищева, Дом-музей П. В. Кузнецова[20].
- 2013 «ПроСВЕТ». Персональная выставка. Галерея «ЭКСПО-88». Москва.[21]
- 2013 «15+». Галерея Открытый клуб В. Гинсбурга. Москва.
- 2013 «Русский Нил». Фестиваль «Большая вода». Ханты-Мансийск.[22]
- 2013 «Бесполезная красота». ЦДХ. Москва.[23]
- 2014 «Русский Нил». Галерея «СТЕРХ». Сургут.
- 2014 «Берега». (совместно с Е. Утенковой). Редакция журнала ДИ (Диалог искусств). Москва.[24]
- 2014 «То, как я это помню». Выставка и творческий вечер М. Тихонова. Галерея Открытый клуб В. Гинсбурга. Москва.[25]
- 2014 «Русский Нил». Саратовский государственный художественный музей им. А. Н. Радищева.[26]
- 2015 «Далeкое-близкое». Галерея «ЭКСПО-88». Москва.[27]
- 2016 «И цвет, и линия, и звук» Михаил Тихонов, Елена Утенкова. Всероссийский музей декоративного искусства. Москва.[28]
- 2017 «НЕслучайности». Персональная экспозиция галерея «Экспо-88» Москва.[29]
- 2017 «Мосты». Музей искусства Санкт-Петербурга ХХ—ХХI вв.[9]
- 2017 «Потерянное время» Персональная выставка Тарусская картинная галерея.
- 2018 «Куда глядят глаза». Совместно с Е.Утенковой Музей арт-резиденция Ерофеев и другие. Коломна.[30]
- 2020 «Михаил Тихонов» — персональная выставка, Государственный музей Архитектуры им. А. В. Щусева Москва.[31]
- 2021 «Куда глядят глаза». Михаил Тихонов, Елена Утенкова,. Музей истории г. Обнинска.
- 2021 «Та самая яблоня» Михаил Тихонов, Елена Утенкова. Галерея Беляево. Москва.[32]
- 2022 «Та самая яблоня» Михаил Тихонов, Елена Утенкова. Липецкий Областной выставочный зал Художественного музея.[10]
- 2022 «Проводы и Встречи» Михаил-Тихонов, Елена Утенкова. Галерея Moika104. г. Санкт-Петербург.[33]
- 2022 «Девять комнат одного дома» Елена Утенкова, Михаил Тихонов. Усадьба Турлики-Морозовская дача. Музей истории г. Обнинска.[34]
- 2022 «Встреча со Священным». XV юбилейный фестиваль современного искусства «Аланика». г. Владикавказ.[35]
- 2023 «Небо становится ближе». Галерея «Ковчег». г. Москва.[36]
- 2023 «Я закрываю глаза и начинаю видеть». Михаил Тихонов, Елена Утенкова. Галерея «Мойка-104». г. Санкт-Петербург.[37]
- 2024 «ШАГ» Михаил Тихонов. Персональная выставка. Дом Творчества МСХ г. Таруса.
- 2024 «Я видел свой сад» Михаил Тихонов, Елена Утенкова. Государственный музей Блашка Гуржибекова, Северная Осетия. Проект в рамках Международного фестиваля современного искусства АЛАНИКА-17. ГМИИ им. Пушкина.[38]
- 2024 «ЛИНИЯ, ШТРИХ, ПЯТНО. Рисунок XX века из собрания Русского музея». Выставлена работа «Вечер в Тарусе» Тихонова Михаила Вячеславовича. Государственный Русский музей. г. Санкт-Петербург.[4][7]

## Публикации
- Каталог выставки художника Михаила Тихонова в галерее «Манеж», г. Москва. 2000 г.[39]
- «Дом На Большой Садовой». Интервью С Художниками Еленой Утенковой-Тихоновой И Михаилом Тихоновым. г. Москва. 2015 г.[40]
- «И цвет и линия и звук… Елена Утенкова, Михаил Тихонов». Каталог выставки. Всероссийский музей декоративно-прикладного и народного искусства. г. Москва. 2016 г.
- «Елена Утенкова-Тихонова ТА САМАЯ ЯБЛОНЯ». Литературно-художественное издание с репродукциями работ М. Тихонова к выставке Михаила Тихонова в Государственном музее Архитектуры им. А. В. Щусева. Издательство Д. Пошвина. 2020 г.
- МИХАИЛ ТИХОНОВ Выставка в Руине. Каталог выставки в Государственном музее Архитектуры им. А. В. Щусева. Издательство Д. Пошвина. 2020 г.
- Интервью с художником Михаилом Тихоновым в экспозиции его персональной выставки в пространстве флигеля «Руина» Государственного музея архитектуры имени А. В. Щусева. г. Москва. 2020 г.[41]
- Елена Утенкова, Михаил Тихонов. «Девять комнат одного дома». Издание к выставке в Усадьбе Турлики — Морозовская дача. Музей истории г. Обнинска. 2022 г.
- Елена Утенкова и Михаил Тихонов — О пойманном времени, благодарности и тишине. Видеоинтервью. Запись 2021 г. Канал Теоэстетика. 17.11.2022 г.
- «Елена Утенкова и Михаил Тихонов. ДЕВЯТЬ КОМНАТ ОДНОГО ДОМА» —видеофильм о проекте. телеканал Культура. Искусственный отбор. Эфир 29.11.2022 г.[42]
- Письма из прошлого к Мише Тихонову в ч/б.artareadoc.com. 2021 г.[43]
- Василий Чекрыгин Михаила Тихонова.artareadoc.com. Премьера: 26 октября 2023 г.[44]
- Интервью с художником Михаилом Тихоновым || SMART GALLERY.Онлайн-галерея современного искусства SMART. Дата публикации: 15 сентября 2024 г.[45]
- «ЛИНИЯ, ШТРИХ, ПЯТНО. Рисунок XX века из собрания Русского музея». Каталог к выставке в Государственном Русском музее. г. Санкт-Петербург. 2024 г.[46]
- Михаил Тихонов — чёрно-белое письмо.demagog.me. Дата публикации: 15 января 2025 г.[47]